# Szentkozmadombja
Szentkozmadombja is een plaats (község) en gemeente in het Hongaarse comitaat Zala. Szentkozmadombja telt 114 inwoners (2001).